# Capra aegagrus turcmenica
Dê hoang Turk (Danh pháp khoa học: Capra aegagrus turcmenica) là một phân loài của loài dê hoang dã. Chúng là phân loài dễ bị tổn thương phân bố ở Iran và Turkmenistan. Nó có liên quan chặt chẽ với dê nhà (Capra aegagrus hircus).

## Tập tính chung
Trong tự nhiên, dê hoang dã sống thành từng đàn, con đực sống đơn độc. Dê cái trải qua một giai đoạn được gọi là động dục, khi chúng đã sẵn sàng để sinh sản. Chúng sẽ sống chung chạ giữa đực và cái, điều này có nghĩa là chúng đang ở trong một giai đoạn của chu kỳ sinh sản, đó là vào mùa thu, khi chúng đã sẵn sàng để giao phối. Trung bình thời kỳ mang thai 170 ngày. Dê thường sinh một lứa. Các con dê con có thể chạy theo các con dê mẹ gần như ngay lập tức sau khi sinh. Dê con cai sữa sau 6 tháng. Dê cái thành thục lúc 1½-2 năm rưỡi, dê con đực thì vào 3½-4 năm. Tuổi thọ của một con dê hoang có thể từ 12 đến 22 năm.
Dê là loài vật hiếu động, thích chạy nhảy và leo trèo rất giỏi. Trung bình hàng ngày dê đi lại chạy nhảy từ 10 – 15 km. Chúng có thể leo lên những vách núi, mỏm đá cheo leo nguy hiểm cạnh vực sâu, có thể di chuyển dễ dàng trên những mỏm đá cheo leo nhất. Trong trường hợp cần thiết, cá thể đực trưởng thành có thể đứng rất lâu trên một mỏm đá bên bờ vực thẳm với diện tích chỉ chừng 200 - 300cm2. Bám móng vào những gò đá hơi nhô lên một chút, dê có thể leo lên những sườn dốc gần như thẳng đứng. Chúng có thể đứng bằng hai chân rất lâu để bứt lá, thậm chí còn trèo lên cây để chọn phần ngon để ăn. Môi và lưỡi dê rất linh hoạt để ngoạm thức ăn và chọn loại thức ăn nào nó ưa thích nhất.